# Indonesië op de Olympische Zomerspelen 1992
Indonesië nam deel aan de Olympische Zomerspelen 1992 in Barcelona, Zuid-Korea. Er werden vijf medailles gewonnen, allemaal in het badminton.

## Medailleoverzicht
| Sport     | Olympiër                  | Onderdeel      | Medaille |
| --------- | ------------------------- | -------------- | -------- |
| Badminton | Alan Budikusuma           | enkelspel (m)  | Goud     |
| Badminton | Susi Susanti              | enkelspel (v)  | Goud     |
| Badminton | Ardy Wiranata             | enkelspel (m)  | Zilver   |
| Badminton | Eddy Hartono Rudy Gunawan | dubbelspel (m) | Zilver   |
| Badminton | Hermawan Susanto          | enkelspel (m)  | Brons    |

## Deelnemers en resultaten
(m) = mannen, (v) = vrouwen 

### Badminton
| Olympiër                             | Discipline     | Resultaat | Prestatie |
| ------------------------------------ | -------------- | --------- | --- |
| Alan Budikusuma                      | enkelspel (m)  | Goud      | 1ste ronde: W van SIN Koh: 2-0 (15-2, 15-2) 2de ronde: W van THA Kukasemkij: 2-0 (15-11, 15-2) 3de ronde: W van EUN Antropov: 2-0 (15-4, 15-7) kwartfinale: W van KOR Kim: 2-0 (15-9, 15-4) halve finale: W van DEN Steur-Lauridsen: 2-0 (18-14, 15-8) finale: W van INA Wiranata: 2-0 (15-12, 18-13) |
| Hermawan Susanto                     | enkelspel (m)  | Brons     | 1ste ronde: vrij 2de ronde: W van FIN Liljequist: 2-0 (15-11, 15-3) 3de ronde: W van THA Chiangta: 2-0 (15-7, 15-8) kwartfinale: W van CHN Zhao: 2-1 (15-2, 14-17, 17-14) halve finale: V van INA Wiranata: 1-2 (15-10, 9-15, 9-15)                                                                   |
| Ardy Wiranata                        | enkelspel (m)  | Zilver    | 1ste ronde: vrij 2de ronde: W van SWE Olsson: 2-0 (15-11, 15-6) 3de ronde: W van MAS Keong: 2-0 (15-4, 15-6) kwartfinale: W van DEN Larsen: 2-0 (15-10, 15-12) halve finale: W van INA Susanto: 2-1 (10-15, 15-9, 15-9) finale: V van INA Budikusuma: 0-2 (12-15, 13-18)                              |
| Rudy Gunawan Eddy Hartono            | dubbelspel (m) | Zilver    | 1ste ronde: vrij 2de ronde: W van USA Lee/Reidy: 2-0 (15-3, 15-6) kwartfinale: W van KOR Lee/Shon: 2-0 (15-4, 18-15) halve finale: W van CHN Li/Tian: 2-0 (15-9, 15-8) finale: V van KOR Kim/Park: 0-2 (11-15, 7-15)                                                                                  |
| Rexy Mainaky Ricky Subagja           | dubbelspel (m) | Brons     | 1ste ronde: W van SWE Axelsson/Jönsson: 2-0 (15-5, 15-11) 2de ronde: W van GBR Ponting/Wright: 2-0 (15-3, 15-9) kwartfinale: V van KOR Kim/Park: 0-2 (7-15, 4-15) |
|                                      |                |           | |
| Sarwendah Kusumawardhani             | enkelspel (v)  | 5e        | 1ste ronde: vrij 2de ronde: W van NED van den Heuvel: 2-0 (11-8, 11-2) 3de ronde: W van THA Plungwech: 2-0 (11-4, 11-2) kwartfinale: V van KOR Bang: 1-2 (2-11, 11-3, 11-13) |
| Susi Susanti                         | enkelspel (v)  | Goud      | 1ste ronde: vrij 2de ronde: W van JPN Kohara: 2-0 (11-2, 11-2) 3de ronde: W van HKG Wong: 2-0 (11-4, 11-2) kwartfinale: W van THA Jaroensiri: 2-0 (11-6, 11-1) halve finale: W van CHN Huang: 2-0 (11-4, 11-1) finale: W van KOR Bang: 2-1 (5-11, 11-5, 11-3)                                         |
| Finarsih Lili Tampi                  | dubbelspel (v) | 5e        | 1ste ronde: W van POL Haracz/Syta: 2-0 (15-1, 15-8) 2de ronde: W van JPN Matsuo/Sasage: 2-0 (15-11, 15-8) kwartfinale: V van KOR Gil/Shim: 0-2 (8-15, 3-15) |
| Erma Sulistianingsih Rosiana Tendean | dubbelspel (v) | 17e       | 1ste ronde: V van GBR Bradbury/Clark: 1-2 (10-15, 15-4, 15-17) |

### Boksen
| Olympiër             | Discipline | Resultaat | Prestatie                                                                                            |
| -------------------- | ---------- | --------- | --- |
| Hendrik Simangunsong | -71kg (m)  | 9e        | 1ste ronde: W van CAN Downey: 12-5 2de ronde: V van HUN Mizsei: 5-17                                 |
| Alberth Papilaya     | -75kg (m)  | 5e        | 1ste ronde: W van POL Bua: 11-5 2de ronde: W van TAN Isangula: 13-6 kwartfinale: V van KOR Lee: 3-15 |

### Boogschieten
| Olympiër                                               | Discipline      | Resultaat | Prestatie |
| ------------------------------------------------------ | --------------- | --------- | --- |
| Hendra Setijawan                                       | individueel (m) | 5e        | plaatsingsronde: 8ste met 1309 punten 1ste ronde: W van CHN Fu: 106-96 2de ronde: W van EUN Zabrodsky: 104-102 kwartfinale: V van KOR Jae-Hun: 104-106 |
|                                                        |                 |           | |
| Rusena Gelanteh                                        | individueel (v) | 40e       | plaatsingsronde: 40ste met 1257 punten |
| Purnama Pandiangan                                     | individueel (v) | 17e       | plaatsingsronde: 30ste met 1270 punten 1ste ronde: V van POL Nowicka: 100-102                                                                          |
| Nurfitriyana Saiman                                    | individueel (v) | 40e       | plaatsingsronde: 40ste met 1257 punten |
| Rusena Gelanteh Purnama Pandiangan Nurfitriyana Saiman | team (v)        | 9e        | plaatsingsronde: 12de met 3797 punten 1ste ronde: V van Frankrijk: 235-236                                                                             |

### Gewichtheffen
| Olympiër         | Discipline | Resultaat | Prestatie                                                        |
| ---------------- | ---------- | --------- | ---------------------------------------------------------------- |
| Enosh Depthios   | -52lg (m)  | DNF       | trekken: 13de met 97,5kg stoten: geen geldige poging             |
| Sodikin          | -56kg (m)  | 10e       | trekken: 10de met 110kg stoten: 6de met 140kg totaal: 250kg      |
| Sugiono Katijo   | -60kg (m)  | 14e       | trekken: 14de met 117,5kg stoten: 11de met 150kg totaal: 267,5kg |
| I Nyoman Sudarma | -60kg (m)  | 23e       | trekken: 20ste met 140kg stoten: 20ste met 175kg totaal: 315kg   |

### Judo
| Olympiër                | Discipline | Resultaat | Prestatie                                                                     |
| ----------------------- | ---------- | --------- | ----------------------------------------------------------------------------- |
| Wahid Yudhi Sulistianto | -71kg (m)  | 22e       | 1ste ronde: vrij 2de ronde: V van TCH Vensek                                  |
| Hengky Pie              | -95kg (m)  | 32e       | 1ste ronde: V van FRA Traineau                                                |
|                         |            |           |                                                                               |
| Helena Miagian Papilaya | -66kg (v)  | 13e       | 1ste ronde: vrij 2de ronde: V van ITA Pierantozzi herkansingen: V van NED Han |
| Pujawati Utama          | -72kg (v)  | 13e       | 1ste ronde: V van KOR Kim herkansingen: V van CAN Webb                        |

### Kanovaren
| Olympiër                | Discipline    | Resultaat | Prestatie                                            |
| ----------------------- | ------------- | --------- | ---------------------------------------------------- |
| Anisi                   | K-1 500m (m)  | 27e       | serie 4: 7de in 1.51,96 herkansingen: 7de in 1.51,69 |
| Anisi                   | K-1 1000m (m) | 24e       | serie 2: 6de in 4.06,90 herkansingen: 7de in 3.54,36 |
| Abdul Razak Abdul Karim | K-2 500m (m)  | 27e       | serie 4: 6de in 1.43,81 herkansingen: 6de in 1.41,23 |
| Abdul Razak Abdul Karim | K-2 1000m (m) | 22e       | serie 1: 7de in 3.29,88 herkansingen: 6de in 3.26,64 |

### Schermen
| Olympiër      | Discipline | Resultaat | Prestatie                                                                                |
| ------------- | ---------- | --------- | ---------------------------------------------------------------------------------------- |
| Handry Lenzun | degen (m)  | 33e       | 1ste ronde groep 1: 4de met 2 overwinningen 2de ronde: V van EST Kaaberma: 5-1, 1-5, 5-3 |
| Lucas Zakaria | degen (m)  | 59e       | 1ste ronde groep 2: 7de met 1 overwinning                                                |

### Tafeltennis
| Olympiër                                  | Discipline     | Resultaat | Prestatie                                                                                              |
| ----------------------------------------- | -------------- | --------- | --- |
| Anton Suseno                              | enkelspel (m)  | 33e       | groep M: 3de V van NED Haldan: 0-2 V van SWE Appelgren: 0-2 W van ESP Pales: 2-0                       |
|                                           |                |           | |
| Ling Ling Agustin                         | enkelspel (v)  | 33e       | groep E: 3de V van JPN Sato: 0-2 W van GHA Opokua: 2-0 V van CHN Chen: 0-2                             |
| Rossy Pratiwi Dipoyanti                   | enkelspel (v)  | 17e       | groep I: 2de W van GBR Lomas: 2-1 V van HUN Bátorfi: 0-2 W van ECU Cabrera: 2-0                        |
| Ling Ling Agustin Rossy Pratiwi Dipoyanti | dubbelspel (v) | 17e       | groep H: 3de V van KOR Hong/Lee: 0-2 V van JPN Hoshino/Yamashita: 0-2 W van CUB Ramirez/Rodriguez: 2-0 |

### Tennis
| Olympiër                      | Discipline     | Resultaat | Prestatie |
| ----------------------------- | -------------- | --------- | --- |
| Benny Wijaya                  | enkelspel (m)  | 33e       | 1ste ronde: V van CAN Sznajder: 2-6, 4-6, 5-7                                                                           |
| Hary Suharyadi Bonit Wiryawan | dubbelspel (m) | 9e        | 1ste ronde: W van KOR Chang/Kim: 6-1, 6-7(6), 4-6, 6-3, 6-2 2de ronde: V van CRO Ivanišević/Prpić: 5-7, 2-6, 2-6        |
|                               |                |           | |
| Yayuk Basuki                  | enkelspel (v)  | 9e        | 1ste ronde: W van ARG Paz: 6-1, 6-4 2de ronde: W van FRA Pierce: 0-6, 6-3, 10-8 3de ronde: V van USA Capriati: 3-6, 4-6 |
| Suzanna Wibowo Yayuk Basuki   | dubbelspel (v) | 17e       | 1ste ronde: V van GER Graf/Huber: 2-6, 3-6                                                                              |

### Wielersport
| Olympiër               | Discipline  | Resultaat | Prestatie                                                                                       |
| Baan                   | Baan        | Baan      | Baan                                                                                            |
| ---------------------- | ----------- | --------- | ----------------------------------------------------------------------------------------------- |
| Tulus Widodo Kalimanto | sprint (m)  | 16e       | kwalificatie: 21ste in 11,697 1ste ronde serie 6: 3de 1ste ronde herkansingen: V van SUI Furrer |
| Herry Janto Setiawan   | tijdrit (m) | 27e       | 1.10,342                                                                                        |

Albanië · Algerije · Amerikaanse Maagdeneilanden · Amerikaans-Samoa · Andorra · Angola · Antigua en Barbuda · Argentinië · Aruba · Australië · Bahama's · Bahrein · Bangladesh · Barbados · België · Belize · Benin · Bermuda · Bhutan · Bolivia · Bosnië en Herzegovina · Botswana · Brazilië · Britse Maagdeneilanden · Bulgarije · Burkina Faso · Canada · Centraal-Afrikaanse Republiek · Chili · China · Chinees Taipei · Colombia · Congo-Brazzaville · Cookeilanden · Costa Rica · Cuba · Cyprus · Denemarken · Djibouti · Dominicaanse Republiek · Duitsland · Ecuador · Egypte · El Salvador · Equatoriaal-Guinea · Estland · Ethiopië · Fiji · Filipijnen · Finland · Frankrijk · Gabon · Gambia · Gezamenlijk team · Ghana · Grenada · Griekenland · Groot-Brittannië · Guam · Guatemala · Guinee · Guyana · Haïti · Honduras · Hongarije · Hongkong · Ierland · IJsland · India · Indonesië · Irak · Iran · Israël · Italië · Ivoorkust · Jamaica · Japan · Jemen · Jordanië · Kaaimaneilanden · Kameroen · Kenia · Koeweit · Kroatië · Laos · Lesotho · Letland · Libanon · Libië · Liechtenstein · Litouwen · Luxemburg · Madagaskar · Malawi · Malediven · Maleisië · Mali · Malta · Marokko · Mauritanië · Mauritius · Mexico · Monaco · Mongolië · Mozambique · Myanmar · Namibië · Nederland · Nederlandse Antillen · Nepal · Nicaragua · Nieuw-Zeeland · Niger · Nigeria · Noord-Korea · Noorwegen · Oeganda · Oman · Oostenrijk · Pakistan · Panama · Papoea-Nieuw-Guinea · Paraguay · Peru · Polen · Portugal · Puerto Rico · Qatar · Roemenië · Rwanda · Saint Vincent‑Grenadines · Salomonseilanden · Samoa · San Marino · Saoedi-Arabië · Senegal · Seychellen · Sierra Leone · Singapore · Slovenië · Soedan · Spanje · Sri Lanka · Suriname · Swaziland · Syrië · Tanzania · Thailand · Togo · Tonga · Trinidad en Tobago · Tsjaad · Tsjecho-Slowakije · Tunesië · Turkije · Uruguay · Vanuatu · Venezuela · Verenigde Arabische Emiraten · Verenigde Staten · Vietnam · Zaïre · Zambia · Zimbabwe · Zuid-Afrika · Zuid-Korea · Zweden · Zwitserland · Onafhankelijke olympische deelnemers